# Torre di Cala d'Arena
La torre di Cala d'Arena è una torre costiera situata nell'omonima località sull'isola dell'Asinara, appartenente amministrativamente al comune di Porto Torres.

## Storia
La struttura difensiva fu costruita nel 1611, su progetto di Andrea Perez, capitano ordinario delle Opere del Regno di Sardegna.
A differenza delle altre due torri dell'isola, che continuarono a essere utilizzate anche nei secoli successivi, non molti anni dopo fu lasciata in stato di abbandono.

## Architettura
La torre si sviluppa su una pianta circolare, con copertura piana.